# Quartier-Morin
Quartier-Morin (en criollo haitiano Katye Moren) es una comuna de Haití que está situada en el distrito de Cabo Haitiano, del departamento de Norte.

## Historia
Recibe su nombre del colono francés Charles Morin.

## Secciones
Está formado por las secciones de:
- Basse Plaine
- Morne Pelé

## Demografía
| Gráfica de evolución demográfica de Quartier-Morin entre 2009 y 2015 |
|                                                                      |

Los datos demográficos contemplados en este gráfico de la comuna de Quartier-Morin son estimaciones que se han cogido de 2009 a 2015 de la página del Instituto Haitiano de Estadística e Informática (IHSI). 